# Iwar Beckman
Iwar Beckman (Linköping, Suécia, 7 de setembro de 1896 – Bagé, Brasil, 15 de março de 1971) foi um geneticista e agrônomo sueco naturalizado brasileiro.